# San Casciano (Cascina)
San Casciano (già San Casciano a Settimo) è una località del comune italiano di Cascina, nella provincia di Pisa, in Toscana.

## Geografia fisica
San Casciano è situato nella piana dell'Arno e si sviluppa a nord della strada statale 67 Tosco-Romagnola tra Pisa e Cascina. La località, pur essendo inglobata nel tessuto della vasta area urbana di Pisa, è situata in posizione decentrata, presso le rive del fiume Arno. San Casciano confina senza soluzione di continuità con le località di Laiano a ovest, San Frediano a Settimo e San Benedetto a sud-est, mentre a nord, oltre il fiume, con la frazione di Uliveto Terme del comune di Vicopisano.
La frazione dista poco più di 4 km dal capoluogo comunale e circa 15 km da Pisa.

## Storia
Il borgo di San Casciano ha origini alto-medievali: i primi documenti che menzionano San Casciano risalgono all'ottobre 878 e al maggio 883. In un contratto enfiteutico redatto dall'arcidiocesi di Pisa nel 970, si comprende quanto la pievania di San Casciano fosse rilevante e avesse giurisdizione su un vasto territorio con ventitré chiese minori subordinate.
La frazione contava 841 abitanti nel 1833.

## Monumenti e luoghi d'interesse

### Architetture religiose
- Pieve dei Santi Ippolito e Cassiano, antico edificio religioso in stile romanico, è ricordata in un documento datato 12 aprile 970. Nella ristrutturazione della fine del XII secolo intervenne Biduino, uno dei massimi rappresentanti della cultura artistica del tempo, autore dell'architrave del portale centrale, corredato da due iscrizioni di cui una con la data 1180. All'interno si conservano l'antico fonte battesimale monolitico ad immersione (forse dell'XI secolo) e una terracotta della bottega di Andrea della Robbia raffigurante il Battesimo di Gesù.[5][6]

### Architetture civili
- Villa Lanfranchi Chiccoli Aulla Prini, oggi Zalum, è un'imponente villa-fattoria situata in via di Mezzo Nord, che comprende nella sua tenuta anche vari annessi agricoli del XIX secolo. La villa è stata donata nell'anno 1800 alla famiglia Prini da Camilla Aulla Poggi Carnesecchi, in occasione del proprio matrimonio con Pier Gaetano Prini.[4][7]

- Villa delle Quattro Stagioni, detta anche Villa delle Statuine, è caratterizzata da una facciata pregevolmente decorata da sculture. Proprietà della famiglia Minetti sin dai primi anni del XIX secolo, è passata di proprietà alla Pia Casa di Carità di Cascina.[4][7]

- Villa Serlupi, situata in via di Barbiano, è un tipico esempio di villa ottocentesca con annessa fattoria, dotata di giardino e parco alberato. Fu proprietà dei Marchesi Spinola e poi Serlupi.[7]

## Economia
Il territorio di San Casciano, trovandosi in posizione arretrata rispetto all'area urbana, è ancora utilizzato prevalentemente per attività agricole e di allevamento.
Presso la località si tiene ogni estate, a ridosso dell'Assunta, la Fiera di San Casciano, noto evento di richiamo del territorio.
Una delle fiere più antiche d'Italia, risalente al Medioevo, che per il mondo contadino era occasione di scambio e vendita di animali, attrezzi agricoli e ortaggi.
In particolare durante la Fiera veniva fissato il prezzo stagionale delle cipolle, da qui i vari detti: “San Cascian delle cipolle, ci vai asciutto e torni molle“, “San Cascian delle cipolle, se ci vai ci prendi moglie“.